# Пожежі міста Вавілон
Пожежі міста Вавілон — це третій студійний альбом українського гурту Танок на Майдані Конґо, випущений 26 червня 2004 року лейблом Астра Рекордс. У 2006 році альбом було перевидано на лейблі Moon Records.

## Про альбом
Робота над альбомом почалася у 2002 і станом на травень 2004 у музикантів був готовий максі-сингл «Вода». ТНМК готувалися до турне Францією, тому зробили сингл українсько-французьким. До деяких пісень були записані франкомовні версії, зокрема композицію «L'eau» (укр. Вода) та трек «En Automne» (укр. Восени). Останній записаний разом з іншим харківським гуртом, 5'nizza. Проте, через близкість виходу дат, сингл хоч і побачив світ 11 червня 2004, але його виршили не продавати, щоб він не перетинався продажами з альбомом.
Офіційно альбом надійшов у продаж 26 червня 2004. Презентація альбому відбулася на акустичному концерті у київському клубі «Бабуїн». Робота вийшла на незалежному лейблі Астра Рекордс. Олександр «Фоззі» Сидоренко прокоментував це так, що гурт випускає свої студійні альбоми не незалежних лейблах, оскільки інші цікавить лише заробіток на музикантах, а розвиток гурту вони відкладають на другий план.
Після виходу альбому гурт відправився у французьке турне. Під час туру вони також виступали на фестивалях, зокрема у Бордо на фестивалі Євросоюзу. Після повернення в Україну Фоззі на своєму сайті написав, що цей тур був «тестом на дружбу», оскільки зазвичай, коли учасники гурту «набридли один одному», то вони можуть розійтися і відпочити нарізно, а у Франції, де вони не знали місцевої мови, їм постійно доводилося бути разом.

ТНМК під час французького турне. На екскурсії в Ла-Рошель

У жовтні 2004 ТНМК знімають одразу три відеокліпи. Спочатку гурт створив кліп на пісню «Та ти шо», режисером якого став Тарас Химич. За сценарієм, у фрагменті відео музиканти ТНМК зоражають американський музичний гурт Korn, які співають Гімн України. Другий кліп знімали на французьку версію пісні «Восени». режисерами цієї роботи стали Олег «Фагот» Михайлюта та Олег Артим, останній був ще й оператором разом з Євгеном Адаменко. У відеокліпі знялися, окрім ТНМК, ще гурт 5'nizza та Сергій Сивохо. Третя відеоробота була на композицію «Арешт», режисером також виступив Олег Артим. Зйомки проходили у Львові, у підвалі Львівського історичного музею. За спецефетки відповідав Олексій Москаленко.
У 2005 пісні «Вода» та «Вавілон» були використані режисером, Віктором Придуваловим у міні-серіалі «Весілля Барбі».

### Назва та обкладинка
Існувала теорія, що назву альбому музиканти придумали під впливом фільму «Вавилон XX». Проте у одному з інтерв'ю Фоззі розповів, що назву придумав Фагот під впливом від статті Патрікея Лісідзе «Краткая история хип-хопа» (укр. Коротка історія хіп-хопу), де наводиться цитата одного американця: «Коли Вавилон згорить, треба, щоб залишились якісь спогади про те, що і там жили нормальні люди». Після визначення назви альбому музиканти вирішили, шо на обкладинці має бути зображена вавилонська вежа і оголосили конкурс, в результаті якого вибрали роботу художника Дмитра Гапчинського.

## Список композицій
Автор слів — Олександр «Фоззі» Сидоренко; автор музики — Танок на майдані Конґо, окрім трека 6 — Едуард «Діля» Приступа, та трека 13 — Євгенія Власова.
| #   | Назва                                                                   | Тривалість |
| --- | ----------------------------------------------------------------------- | ---------- |
| 1.  | «Арешт»                                                                 | 4:42       |
| 2.  | «We are the Champions» (скіт за участю Дмитра Джулая та Дениса Босянка) | 0:51       |
| 3.  | «Та ти шо»                                                              | 4:00       |
| 4.  | «Are U UA?» (скіт за участю Ігоря «Гоші» Арнаутова та Ірени Карпи)      | 0:24       |
| 5.  | «Homo Ukraines»                                                         | 4:08       |
| 6.  | «Вода»                                                                  | 4:30       |
| 7.  | «My Name Is» (скіт за участю Іво Бобула)                                | 0:12       |
| 8.  | «Іво Бобул»                                                             | 3:08       |
| 9.  | «Santa Said» (скіт)                                                     | 0:16       |
| 10. | «Той, хто…» (за участю Ассії Ахат)                                      | 4:23       |
| 11. | «Зєбра» (скіт ха участю Юрія Горбунова)                                 | 0:24       |
| 12. | «Ч/Б» (за участю Росави)                                                | 4:02       |
| 13. | «Вітер надії» (переспів Євгенії Власової)                               | 3:36       |
| 14. | «День народження» (скіт за участю Ігоря «Гоші» Арнаутова)               | 0:24       |
| 15. | «Марина»                                                                | 4:04       |
| 16. | «14.06.04» (за участю Ірини Грей)                                       | 0:24       |
| 17. | «Файна Юкрайна»                                                         | 4:24       |
| 18. | «СПб» (скіт за участю Ігоря «Гоші» Арнаутова та Андрія Середи)          | 0:40       |
| 19. | «Секс! Бокс! Джаз!» (за участю Da-108)                                  | 3:55       |
| 20. | «Чорта не бачили?» (скіт за участю Борислав Брондуков)                  | 0:29       |
| 21. | «Вавілон»                                                               | 4:16       |
| 22. | «Не спіши» (скіт за участю Івана Миколайчука)                           | 1:15       |

| + Бонуси                   | + Бонуси                         | + Бонуси   |
| #                          | Назва                            | Тривалість |
| -------------------------- | -------------------------------- | ---------- |
| 23.                        | «Щедрий»                         | 3:11       |
| 24.                        | «Ч/Б» (Остров невезения Version) | 4:02       |
| 25.                        | «Іво Бобул» (наживо)             | 9:16       |
| 26.                        | «Вода» (відео, повна версія)     | 4:53       |
| Загальна тривалість: 71:10 |                                  |            |

| Обмежене видання 2006 року | Обмежене видання 2006 року         | Обмежене видання 2006 року |
| #                          | Назва                              | Тривалість                 |
| -------------------------- | ---------------------------------- | -------------------------- |
| 23.                        | «Щедрий»                           | 3:11                       |
| 24.                        | «Вода» (за участю Easy Brothers)   | 4:52                       |
| 25.                        | «Та ти шо» (кліпова версія)        | 4:19                       |
| 26.                        | «Змінюю ноти»                      | 2:37                       |
| 27.                        | «Вода» (французька версія)         | 4:33                       |
| 28.                        | «En Automne» (у виконанні 5'nizza) | 3:38                       |
| 29.                        | «Рекламний ролик альбому»          | 0:34                       |
| Загальна тривалість: 78:10 |                                    |                            |

## Відгуки
Оглядачка Марина Войте, на сайті music.com.ua, зазначила, що у порівнянні з минулими альбомами, ця робота більш мелодійною і що в ній є більше лірики: розкручена «Вода», радіохіт «Арешт», «Щедрий» — як реверанс в сторону українських традицій. Пісні «Іво Бобул», «Та ти шо» і «Іво Бобул» вона назвала «концертними бойовиками». Також вона відмітила, що композиції цілісні та позитивні, наповнені іронією та самоіронією.
Антон Лейба з сайту UMKA пише, що хоча гурт і зберіг провокативність тексту, енергійність музики та потуджність напору не зникла, але певні зміни у творчості проглядуються. Зокрема, окрім юнацької впевненості тут також можна почути «дорослу впевненість — у собі, у своїй справі, у цьому світові. І ця впевненість заворожує, спалахує — і підпалює». Також він зазначає, що, на відміну від колишніх альбомів, енергетика цієї роботи є більш «мирною».
Головний редактор та засновник медіа про нову українську культуру LiRoom, Олексій Бондаренко, у своїй статті «100 українських альбомів, які ви маєте почути» поставив альбом «Пожежі міста Вавілон» на 12 місце з приміткою, що це його улюблений альбом гурту. Також він підмітив, що у цій роботі музиканти добре попрацювали з текстом, оскільки тут присутні і іронічні замальовки, і гостросоціальні питання, і добротний стьоб. У висновку він вказує, що цією музикою можна насолоджуватись навіть через багато років.
У статті від медіа СЛУХ автор
Данило Панімаш, у власному рейтингу альбомів гурту, поставив «Пожежі міста Вавілон» на 4 місце з 8. Також він написав, що на цьому альбомі музиканти продовжують гнути свою лінію, проте й починається «застій у якості новаторів і майстрів змішувати різні жанри у великий постмодерністський бульйон».

## Учасники запису
| - Олег «Фагот» Михайлюта — спів, аранжування, саундпродюсінг; - Олександр «Фоззі» Сидоренко — спів, автор слів; - Костянтин «Котя» Жуйков — беквокал, бас-гітара; - Едуард «Діля» Приступа — вокал, фортепіано, автор музики (трек 6); - Ярослав «Ярік» Верьовкін — гітара; - Віктор «Вітольд» Корженко — ударні; - Антон «ТонІк» Батурин — ді-джей. | - Марія Хмельова — флейта (трек 1); - Михайло Сарана — саксофон (трек 3, 8, 13); - Олександр Павлюков — труба (трек 3, 8, 13); - Микола Блошкін — тромбон (трек 12); - Петруччо — труба, флюгельгорн (трек 15). |

## Цікаві факти
- 14 червня 2015 р. на концерті до свого дня народження гурт «ТНМК» виконав пісню «Іво Бобул» разом з самим Іво Бобулом[22].